# Jean Delumeau
Jean Delumeau (18. června 1923, Nantes – 13. ledna 2020) byl francouzský historik, specializovaný na dějiny křesťanství, především na období raného novověku.

## Dílo
- 1957-1959 Vie économique et sociale de Rome dans la seconde moitié du XVIe siècle
- 1962 L’Alun de Rome, XVe-XVIIIe siècles
- 1965 Naissance et affirmation de la Réforme
- 1966 Le Mouvement du port de Saint-Malo, 1681-1720
- 1967 La Civilisation de la Renaissance
- 1969 Histoire de la Bretagne
- 1971 Le Catholicisme entre Luther et Voltaire
- 1974 L’Italie de Botticelli à Bonaparte
- 1975 Rome au XVIe siècle
- 1976 La Mort des pays de Cocagne. Comportements collectifs de la Renaissance à l’âge classique
- 1977 Le Christianisme va-t-il mourir ?
- 1978 La Peur en Occident (XIVe-XVIIIe siècles). Une cité assiégée, (česky) Strach na Západě ve 14.-18. století : Obležená obec.: I. díl, Strach doléhající na většinu, Praha, Argo 1997; II. díl. Vládnoucí kultura a strach, Praha, Argo 1999. ISBN 80-7203-208-9
- 1979 Histoire vécue du peuple chrétien, 1-2.
- 1983 Le Péché et la peur : La culpabilisation en Occident (XIIIe-XVIIIe siècles), (česky) Hřích a strach. Pocit viny na evropském Západě ve 13. až 18. století, Praha, Volvox Globator 1998. ISBN 80-7207-180-7
- 1983 Le cas Luther
- 1985 Ce que je crois
- 1987 Les Malheurs des temps. Histoire des fléaux et des calamités en France (kolektivní dílo)
- 1989 Rassurer et protéger. Le sentiment de sécurité dans l’Occident d’autrefois
- 1990 L’Aveu et le Pardon : les difficultés de la confession : XIIIe-XVIIIe siècle
- 1992 Une histoire du Paradis. I : Le Jardin des délices, (česky) Dějiny ráje. Zahrada rozkoše, Praha, Argo 2003. ISBN 80-7203-460-X
- 1992 Le Fait religieux (ouvrage collectif)
- 1995 Une histoire du Paradis. II : Mille ans de bonheur
- 1997 Des Religions et des Hommes
- 2000 Une histoire du Paradis. III : Que reste-t-il du Paradis ?
- 2003 Guetter l'aurore. Un christianisme pour demain
- 2005 Histoire des mentalités religieuses dans l'occident moderne Závěrečná přednáška na Collège de France r. 1994, vydána na CD-ROM.
- 2008 Le Mystère Campanella